# Océan (département)
Pour les articles homonymes, voir Océan (homonymie).
L'Océan est un département du Cameroun situé dans la région du Sud. Son chef-lieu est Kribi.

## Géographie
Situé sur la bordure côtière de la région du Sud, le département fait partie de la zone de forêts denses humides à pluviométrie monomodale.

## Histoire
L'administration du mandat français, érige Kribi en chef-lieu de l'une des neuf circonscriptions du Cameroun français: Kribi-Campo-Lolodorf, le 14 mai 1916. Elle prend le nom de Kribi en 1917. Elle est constituée de trois subdivisions : Kribi, Campo et Lolodorf. Le département est créé en 1961 sous le nom de département de Kribi, il prend le nom de département de l'Océan en 1986.

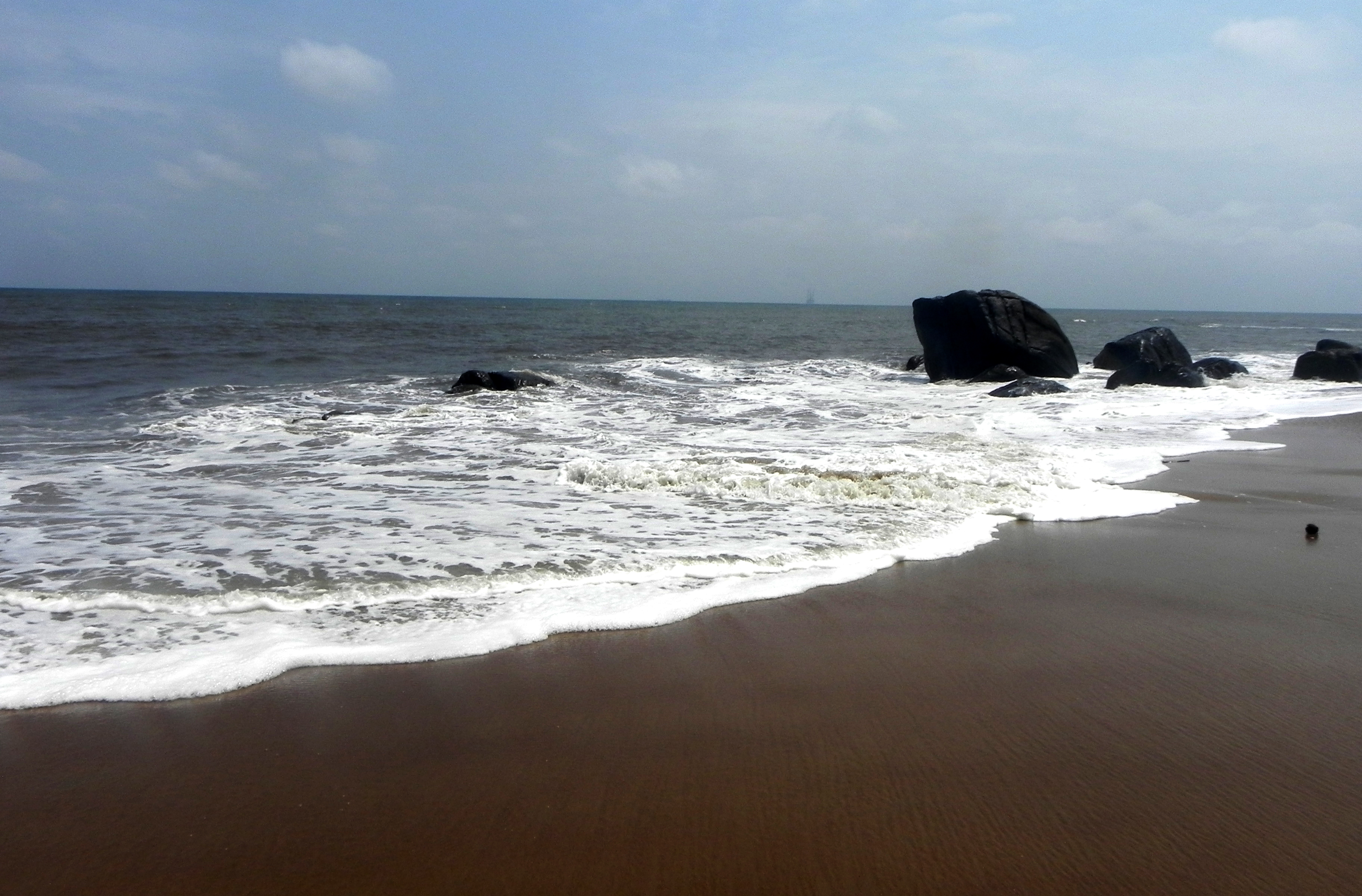
Vagues sur la plage de Kribi

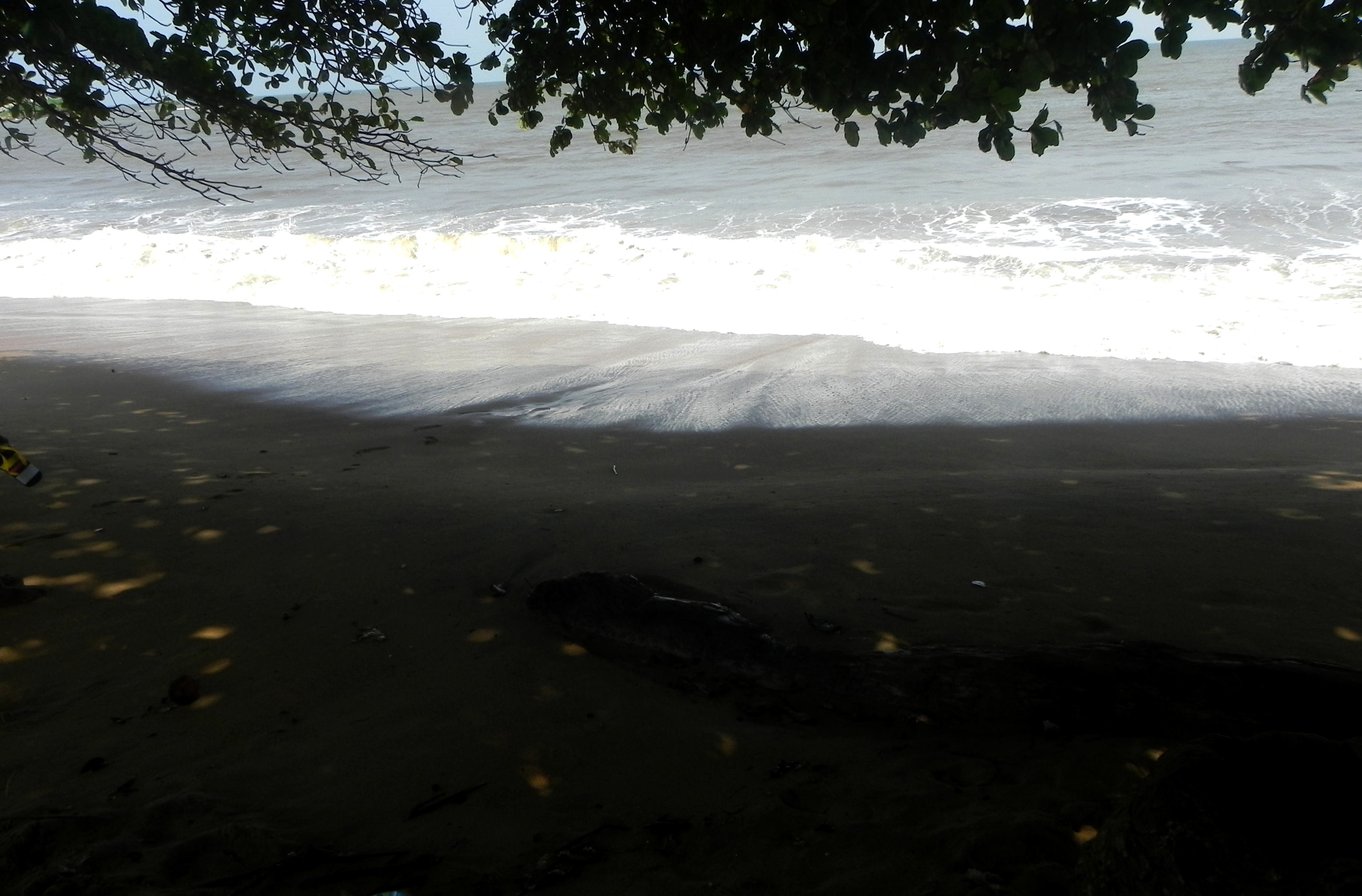
Plage de Kribi

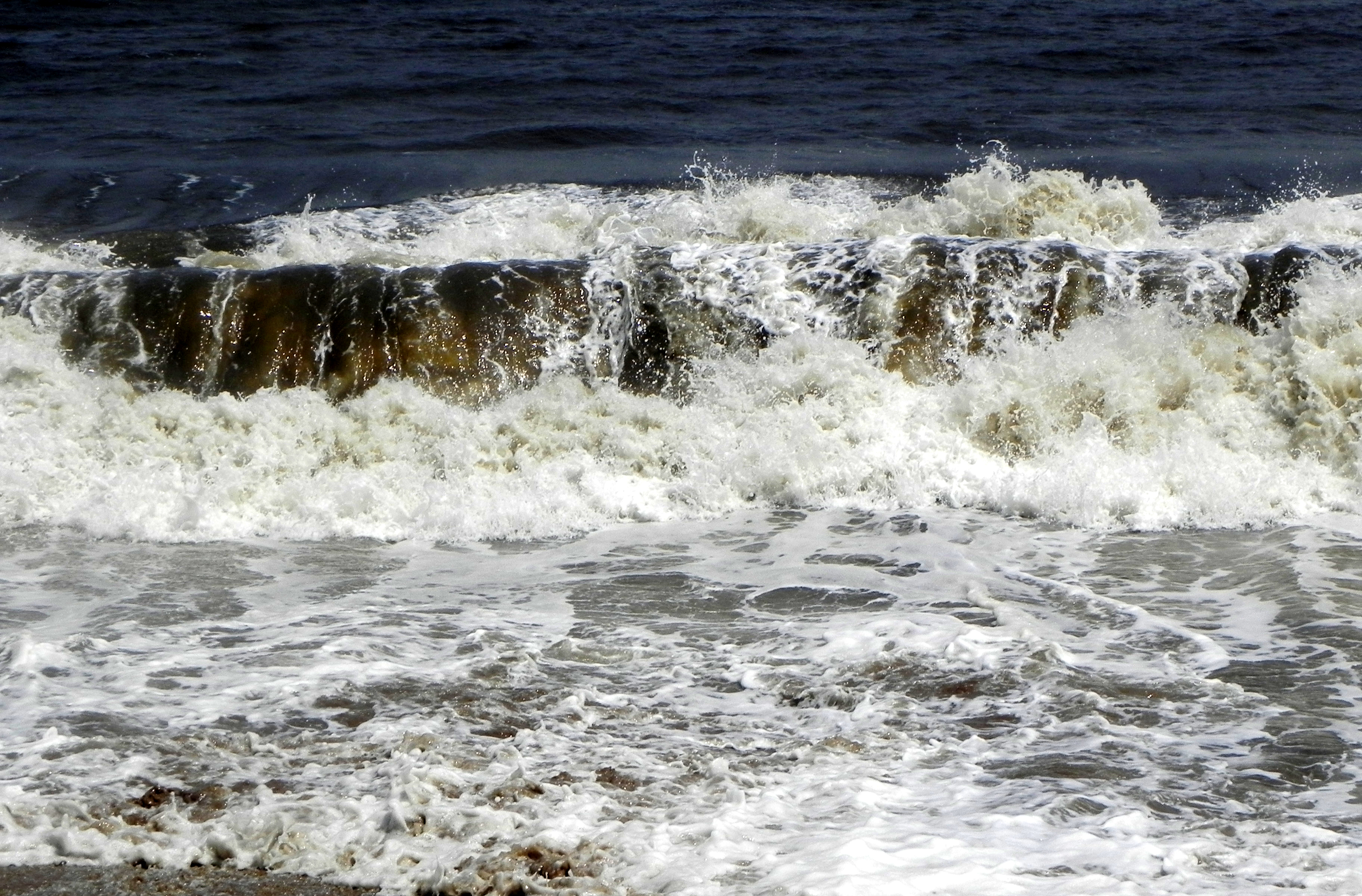
Rochers de Kribi

## Organisation administrative
Constitué de cinq communes en 1976 et de sept communes en 2005, il est divisé en neuf communes et arrondissements après le démembrement de la commune et arrondissement de Kribi en trois communes et arrondissements de Kribi Ier, Kribi 2e et Lokoundjé.
Le département est découpé en 9 arrondissements et/ou communes :
| COG    | Communes  | Chef-lieu | Superficie (km²) | Population |
| ------ | --------- | --------- | ---------------- | ---------- |
| SU0304 | Akom II   | Akom II   | 1 931            | 8 802      |
| SU0306 | Bipindi   | Bipindi   | 1 325            | 14 118     |
| SU0302 | Campo     | Campo     | 2 770            | 6 923      |
| SU0301 | Kribi Ier | Massaka   | 203              | 29 886     |
| SU0307 | Kribi IIe | Dombe     | 104              | 40 679     |
| SU0308 | Lokoundjé | Fifinda   | 2 254            | 22 681     |
| SU0303 | Lolodorf  | Lolodorf  | 968              | 14 326     |
| SU0305 | Mvengue   | Mvengue   | 823              | 17 757     |
| SU0309 | Niété     | Adjap     | 1 003            | 23 921     |

## Chefferies traditionnelles
Le département de l'Océan compte une chefferie traditionnelle de 1er degré :
- Chefferie de Ngoumba-Fang, arrondissement de Lolodorf

Il compte 24 chefferies traditionnelles de 2e degré dont les territoires ne peuvent s'étendre au-delà de l'arrondissement.

## Population
L'évolution de la population est estimée sur la base d'un accroissement de 2,5% en 2012.
| 1976   | 1987   | 2001    | 2005    | 2012    | 2013    | 2014    |
| ------ | ------ | ------- | ------- | ------- | ------- | ------- |
| 71 270 | 92 994 | 133 062 | 179 093 | 201 353 | 206 387 | 211 546 |

## Préfet
Nouhou Bello

## Environnement
Le parc national de Campo-Ma’an s'étend sur 2 604 km2 à l'est de Kribi.

### Sources
- Décret no 2007/115 du 13 avril 2007 et décret no 2007/117 du 24 avril 2007